# 吉野達郎
吉野達郎（1982年9月11日—）是日本田徑運動員，專門領域是短跑，在2005年世界田徑錦標賽400米接力賽跑項目中進入決賽。日本千葉縣出身。自東海大學附屬望洋高等學校、東海大學畢業。

## 經歷
在過彎方面受到一致認可，而以日本接力賽的重要成員身分在世界級的大會上活躍。
他在2003年參加了於韓國大邱舉辦的世界大學生運動會的400米接力賽跑項目，成功獲得金牌。而在2005年的世界田徑錦標賽400米接力賽跑中則得到了第八名。之後在全日本企業隊伍對抗田徑錦標賽200米賽跑中獲得第一次的冠軍。
大學畢業後，他並沒有直接進入職業隊伍，而是在高野進經營的Ra Sport裡打工，在2006年才進入美津濃。之後在全日本企業隊伍錦標賽的200米賽跑中完成二連霸。
8月31日自美津濃離職，也從田徑界退休。

## 外部連結
- 吉野達郎在的頁面